# Taoiseach
A taoiseach (IPA: [ˈt̪ˠiːʃəx]ⓘ) Írország miniszterelnöke és kormányfője. A taoiseachöt Írország elnöke (az uachtarán) nevezi ki a Dáil Éireann (az Oireachtas alsóháza, Írország törvényhozó testülete) jelölése alapján. Pozícióját csak a Dáil többségi támogatásával tudja megtartani.
Az ír taoiseach szó jelentése „főnök” vagy „vezető”, Írország 1937-es alkotmányába „kormányfő vagy miniszterelnök” címként jegyezték be. A taoiseach az ír miniszterelnök megnevezése, ezt a kifejezést használják angol és egyéb nyelvterületen is, amikor az ír kormányfőre utalnak. 
A jelenlegi taoiseach Leo Varadkar , a Fine Gael jobbközép párt vezetője, aki 2022. december 17-én lépett hivatalba a Fianna Fáil, a Fine Gael, és a Zöld Párt közötti koalíciós megállapodása révén.

## Áttekintés
Ha a taoiseach elveszíti a Dáil Éireann többségének támogatását, nem távolítják el automatikusan a hivatalából. Ehelyett vagy le kell mondania, vagy meggyőzheti az elnököt a Dáil feloszlatásáról. Ha az elnök megtagadja a feloszlatást, akkor a taoiseachnek nem lesz más választása, be kell nyújtania a lemondását. Mindeddig egyetlen taoiseach sem élt ezzel az előjoggal. 
A taoiseach jelöli ki a kormány tagjait, akiket ezután a Dáil jóváhagyásával az elnök nevez ki. A taoiseachnek joga van tanácsot adni az elnöknek a kabinet minisztereinek hivatalából való felmentésére; megállapodás szerint az elnök követi ezt a tanácsot. A taoiseach felelős továbbá a Seanad (az Oireachtas felsőháza) tizenegy tagjának kinevezéséért.

### Fizetése
Enda Kenny hivatalba lépésekor évi 214 187 euróról 200 000 euróra csökkentette fizetését, ez 2013-ban a Haddington Road-i megállapodás értelmében 185 350 euró lett. Jelenleg 211 742 euró a taoiseach éves fizetése.

### Lakhelye
A taoiseachnak nincs hivatalos rezidenciája.

## Lista
| #                          | Kormányfő                  | Kormányfő                    | Hivatali idő               | Hivatali idő               | Párt                       | Megjegyzés                 |
| #                          | Kormányfő                  | Kormányfő                    | kezdete                    | Vége                       | Párt                       | Megjegyzés                 |
| A Végrehajtó Tanács elnöke | A Végrehajtó Tanács elnöke | A Végrehajtó Tanács elnöke   | A Végrehajtó Tanács elnöke | A Végrehajtó Tanács elnöke | A Végrehajtó Tanács elnöke | A Végrehajtó Tanács elnöke |
| -------------------------- | -------------------------- | ---------------------------- | -------------------------- | -------------------------- | -------------------------- | -------------------------- |
| 1                          |                            | W. T. Cosgrave(1880–1965)    | 1922. december 6.          | 1932. március 9.           | Sinn Féin                  |                            |
| 2                          |                            | Éamon de Valera (1882–1975)  | 1932. március 9.           | 1937. december 29.         | Fianna Fáil                |                            |
| Taoiseach                  |                            |                              |                            |                            |                            |                            |
| (2)                        |                            | Éamon de Valera (1882–1975)  | 1937. december 29.         | 1948. február 18.          | Fianna Fáil                |                            |
| 3                          |                            | John A. Costello(1891–1976)  | 1948. február 18.          | 1951. június 13.           | Fine Gael                  |                            |
| (2)                        |                            | Éamon de Valera (1882–1975)  | 1951. június 13.           | 1954. június 2.            | Fianna Fáil                |                            |
| (3)                        |                            | John A. Costello(1891–1976)  | 1954. június 2.            | 1957. március 20.          | Fine Gael                  |                            |
| (2)                        |                            | Éamon de Valera (1882–1975)  | 1957. március 20.          | 1959. június 23.           | Fianna Fáil                |                            |
| 4                          |                            | Seán Lemass(1899–1971)       | 1959. június 23.           | 1966. november 10.         | Fianna Fáil                |                            |
| 5                          |                            | Jack Lynch(1917–1999)        | 1966. november 10.         | 1973. március 14.          | Fianna Fáil                |                            |
| 6                          |                            | Liam Cosgrave(1920–2017)     | 1973. március 14.          | 1977. július 5.            | Fine Gael                  |                            |
| (5)                        |                            | Jack Lynch(1917–1999)        | 1977. július 5.            | 1979. december 11.         | Fianna Fáil                |                            |
| 7                          |                            | Charles Haughey(1925–2006)   | 1979. december 11.         | 1981. június 30.           | Fianna Fáil                |                            |
| 8                          |                            | Garret FitzGerald(1926–2011) | 1981. június 30.           | 1982. március 9.           | Fine Gael                  |                            |
| (7)                        |                            | Charles Haughey(1925–2006)   | 1982. március 9.           | 1982. december 14.         | Fianna Fáil                |                            |
| (8)                        |                            | Garret FitzGerald(1926–2011) | 1982. december 14.         | 1987. március 10.          | Fine Gael                  |                            |
| (7)                        |                            | Charles Haughey(1925–2006)   | 1987. március 10.          | 1992. február 11.          | Fianna Fáil                |                            |
| 9                          |                            | Albert Reynolds(1932–2014)   | 1992. február 11.          | 1994. december 15.         | Fianna Fáil                |                            |
| 10                         |                            | John Bruton(1947–2024)       | 1994. december 15.         | 1997. június 26.           | Fine Gael                  |                            |
| 11                         |                            | Bertie Ahern(1951)           | 1997. június 26.           | 2008. május 7.             | Fianna Fáil                |                            |
| 12                         |                            | Brian Cowen(1960)            | 2008. május 7.             | 2011. március 9.           | Fianna Fáil                |                            |
| 13                         |                            | Enda Kenny(1951)             | 2011. március 9.           | 2017. június 14.           | Fine Gael                  |                            |
| 14                         |                            | Leo Varadkar(1979)           | 2017. június 14.           | 2020. június 27.           | Fine Gael                  |                            |
| 15                         |                            | Micheál Martin (1960)        | 2020. június 27.           | 2022. december 17.         | Fianna Fáil                |                            |
| (14)                       |                            | Leo Varadkar(1979)           | 2022. december 17.         | 2024. április 9.           | Fine Gael                  |                            |
| 16                         |                            | Simon Harris (1986)          | 2024. április 9.           | hivatalban                 | Fine Gael                  |                            |

## Fordítás
Ez a szócikk részben vagy egészben  a   Taoiseach című angol Wikipédia-szócikk ezen változatának fordításán alapul.  Az eredeti cikk szerkesztőit annak laptörténete sorolja fel. Ez a jelzés csupán a megfogalmazás eredetét és a szerzői jogokat jelzi, nem szolgál a cikkben szereplő információk forrásmegjelöléseként.